# Наньси (Ибинь)
Наньси́ (кит. упр. 南溪, пиньинь Nánxī) — район городского подчинения городского округа Ибинь провинции Сычуань (КНР).

## История
Ещё при южной империи Лян в этих местах был образован уезд Наньгуан (南广县). При империи Суй в 601 году из-за того, что иероглифом «Гуан» записывалось имя наследника престола, из-за табу на имена он был переименован в Наньси (南溪县).
В ноябре 1950 года был образован Специальный район Ибинь (宜宾区专), и уезд вошёл в его состав. В 1970 году Специальный район Ибинь был переименован в Округ Ибинь (宜宾地区). В 1996 году постановлением Госсовета КНР округ Ибинь был расформирован, а его территория стала Городским округом Ибинь. В 2011 году уезд Наньси был преобразован в район городского подчинения.

## Административное деление
Район Наньси делится на 2 уличных комитета, 7 посёлков и 6 волостей.